# Clery Cunha
Clery Cunha (Leopoldo de Bulhões, 22 de junho de 1939 - São Paulo, 04 de julho de 2024) foi um ator e cineasta brasileiro conhecido por ter atuado no polo cinematográfico da Boca do Lixo entre as décadas de 1960 e 1990. Faleceu em 2024, aos 85 anos, vítima de um câncer.

## Filmografia

### Como diretor
- 2015 - Memórias da Boca [4]
- 1997 - Matar ou Morrer – O Caso Thabata, o Bebê Refém
- 1987 - Horas Fatais
- 1979 - Joelma, Vigésimo Terceiro Andar[5]
- 1978 - O Outro Lado do Crime
- 1975 - Eu faço... elas sentem
- 1975 - Pensionato de Mulheres
- 1973 - A Pequena Órfã
- 1972  - Os Desclassificados

### Como ator
| Ano  | Título                                         | Personagem            |
| ---- | ---------------------------------------------- | --------------------- |
| 2015 | Memórias da Boca                               | Ele mesmo             |
| 1997 | Matar ou Morrer – O Caso Thabata, o Bebê Refém | Láercio da Silva      |
| 1987 | Horas Fatais                                   | Gilson Duarte         |
| 1986 | A Hora do Medo                                 | —                     |
| 1985 | Que Delícia de Buraco                          | —                     |
| 1980 | Fêmeas Violentadas: Tortura Cruel              | —                     |
| 1977 | Torturadas Pelo Sexo                           | —                     |
| 1975 | Pensionato de Mulheres                         | —                     |
| 1974 | O Exorcista de Mulheres                        | —                     |
| 1973 | Uma Negra Chamada Tereza                       | —                     |
| 1973 | A Virgem                                       | Chiquinho             |
| 1973 | Como Evitar o Desquite                         | Manquinho             |
| 1972 | Os Desclassificados                            | Toninho               |
| 1972 | Maridos em Férias                              | Repórter Carlitos     |
| 1972 | As Mulheres Amam por Conveniência              | —                     |
| 1971 | Um Pistoleiro Chamado Caviuna                  | Pistoleiro            |
| 1971 | Idílio Proibido                                | Ajudante de motorista |
| 1969 | Sentinelas do Espaço                           | —                     |
| 1963 | Lampião, O Rei do Cangaço                      | —                     |
| 1960 | Conceição                                      | —                     |